# ShixxNOTE
ShixxNOTE je program za rad s bilješkama na zaslonu Vašeg računala, osobni organizator i komunikacijski alat koji koristi  lokalnu računalnu mrežu (LAN), Internet i e-mail za slanje i primanje bilježaka. Trenutno zadnja radna verzija je 7.net Build 146 izdana u 2023.

## Osobine programa
ShixxNOTE je program za rad s bilješkama na zaslonu vašeg računala, osobni organizator te alat za slanje i primanje bilježaka putem lokalne mreže (LAN), Interneta ili email-om. Program kreira male šarene bilješke po ekranu u koje možete upisati neke vaše podatke, obaveze, podsjetnike, itd. Bilješkama je moguće promijeniti sve od boje pozadine, fonta, stila, itd. Jedna od najvažnija opcija u programu je da bilješke možete slati drugim korisnicima programa preko vaše lokalne mreže (LAN-a), Internetom ili email-om. Program se pokreće na samom startu računala, pročita imena svih računala u vašem okruženju te se zatim smjesti kao ikona pored sata u desnom kutu. Prilikom slanja jednostavnim klikom miša na listu pronađenih računala izabirete osobu ili više njih kojima želite poslati vašu bilješku.
- Snimka ShixxNOTE 6.net programa
- Slika glavnog menija bilješke.
- Slika glavnog "Send note to" prozora za slanje bilješki.

Alarm, backup i restore funkcije su implementirane. ShixxNOTE je višenitni (multi thread) klijent/server mrežni program koji funkcionira poput ljepljivih post-it notes bilješki.
Boja, veličina, font, format odjeljka u bilješci te druge postavke mogu se mijenjati. Promijenjene boje bilješke moguće je spremiti kao svoju vlastitu "temu" koja se poslije može uvijek koristiti. Alarm i zastarjevanje bilješke može se podesiti za svaku pojedinačnu bilješku.
Kada jedan korisnik šalje poruku drugom, on će primiti identičnu bilješku na svom monitoru, naravno ako primatelj ima također instaliran program. Ako program nije instaliran, primatelj također može zaprimiti poruku kroz Windows Messaging Service (NET SEND, WinPopup, MSG) kojeg program onda koristi da računalo primatelja zaprimi bilješku s tekstom poruke i imenom pošiljatelja.

## Povijest programa
- Verzija 4.net (izdana u travnju 2002.)
- Verzija 5.net (izdana u kolovozu 2003.)
- Verzija 6.net (izdana u siječnju 2005.)
- Verzija 6.net (Build 140 izdana u svibnju 2018.)
- Verzija 7.net (izdana u ožujku 2022.)

## Nagrade
Program je višestruko nagrađivan u raznim časopisima te na internet stranicama namijenjenim za shareware programe. Jedna od važnijih Hrvatskih nagrada je nagrada časopisa BUG koji su program stavili na BUG DVD i ocijenili ga s najvećom mogućom ocjenom 10/10. Također je u časopisu BUG listopada 2004. objavljen članak o programu. Program je dobio nagrade na najboljim internet stranicama vezanim uz shareware. Na stranicama SoftPedia.com urednik je upotrijebio sljedeći naslov "Communication Has Never Been Easier" (hrv. "Komunikacija nikada nije bila lakša").

## Kritike
- ShixxNOTE je hrvatski program (software), ali službene stranice programa i sva dokumentacija nisu na hrvatskom nego na engleskom jeziku.

## Vanjske poveznice
- ShixxNOTE 7.net službene web stranice
- ShixxNOTE službene Wordpress Blog stranice
- ShixxNOTE Blogspot Blog
- BUG Weboteka  Arhivirana inačica izvorne stranice od 24. veljače 2015. (Wayback Machine), Preuzeto 30.12.2005
- Softpedia Editor's Review, Preuzeto 10.10.2006
- CNET Staff 29.02.2009. ShixxNote (CNET Editor's Review). CNET Download.com. Inačica izvorne stranice arhivirana 7. ožujka 2021. Pristupljeno 20. siječnja 2012.
- Službene stranice za preuzimanje programa
- Preuzmite zadnju verziju programa